# انسجام (زبان‌شناسی)
انسجام در زبان‌شناسی چیزی است که باعث می‌شود یک متن از نظر مفهومی معنی‌دار باشد.
این امر به ویژه در برخورد با زبانشناسی متن اهمیت پیدا می‌کند. انسجام از طریق ویژگی‌های نحوی از قبیل استفاده از المان‌های deictic، anaphoric و cataphoric یا یک ساختار تنش منطقی و همچنین از طریق پیش فرضها و پیامدهای متصل به دانش کلی جهان به دست می‌آید. عناصر زبانی صرف که یک متن را منسجم می‌کند تحت اصطلاح انسجام قرار می‌گیرند.
با این حال ویژگی‌های متنی که انسجام در متن را ارائه می‌کنند لزوماً به دستیابی به انسجام کمک نمی‌کنند چرا که آنها همیشه به معنادار بودن یک متن، چه نوشتاری و چه گفتاری، کمک نمی‌کنند. گفته می‌شود که یک متن منسجم است در صورتی که جهان اطراف نیز منسجم باشد.

## برای مطالعهٔ بیشتر
- یک کتاب‌شناسی از انسجام و سازگاری ، Wolfram Bublitz ، دانشگاه آوگسبورگ